# Khalid Rehmat
Khalid Rehmat OFMCap (* 5. August 1968 in Mianwali) ist ein pakistanischer römisch-katholischer Ordensgeistlicher und Apostolischer Vikar von Quetta.

## Leben
Khalid Rehmat arbeitete als Grundschullehrer, bevor er der Ordensgemeinschaft der Kapuziner beitrat. Rehmat studierte Philosophie und Katholische Theologie am St. Mary’s Minor Seminary in Lahore. Er legte am 28. Dezember 2007 die feierliche Profess ab und empfing am 16. August 2008 das Sakrament der Priesterweihe.
Von 2008 bis 2011 war Khalid Rehmat als Assistent des Rektors des Bildungshauses der Kapuziner in Lahore tätig. Daneben lehrte er von 2008 bis 2014 am St. Mary’s Minor Seminary und von 2010 bis 2014 im Inter-Congregational Program. Zudem war er ab 2011 Koordinator der Bildungskommission der Vize-Ordensprovinz Pakistan seiner Ordensgemeinschaft. 2014 wurde Rehmat Pfarrer der Pfarrei Unsere Liebe Frau vom Berge Karmel in Adah im Erzbistum Lahore. Zusätzlich war er von 2015 bis 2017 Mitglied des Konsultorenkollegiums und von 2016 bis 2017 Mitglied der Bibelkommission des Erzbistums Lahore sowie von 2017 bis 2020 Koordinator der Finanzkommission der Vize-Ordensprovinz Pakistan seiner Ordensgemeinschaft. Seit 2020 war Rehmat als Kustos der Kapuziner in Pakistan tätig. Neben seinen seelsorglichen und ordensinternen Aufgaben wirkte er seit 2013 als Herausgeber der Zeitschrift Catholic Naqeeb.
Am 1. Januar 2021 ernannte ihn Papst Franziskus zum Apostolischen Vikar von Quetta. Der Apostolische Nuntius in Pakistan, Erzbischof Christophe Zakhia El-Kassis, spendete ihm am 25. März desselben Jahres auf dem Sportplatz der St. Francis Grammar School in Quetta die Bischofsweihe; Mitkonsekratoren waren der emeritierte Erzbischof von Karatschi, Joseph Kardinal Coutts, und der Bischof von Islamabad-Rawalpindi, Joseph Arshad.